# Devil Inside (chanson d'Hikaru Utada)
Pour les articles homonymes, voir Devil Inside.
Singles de Utada
Easy Breezy
(2004) Exodus '04
(2005)
Devil Inside est le deuxième single d'Utada (sous ce nom), sorti en 2004.

## Présentation
La chanson-titre sort au format digital en téléchargement le 14 septembre 2004 sur le label américain Island Def Jam, un mois après le précédent single d'Utada, Easy Breezy. Elle est écrite (en anglais), composée et interprétée par Hikaru Utada, sous son seul nom "Utada" qu'elle utilise pour ses sorties sur ce label américain (elle sort en parallèle des disques au Japon sous son nom complet pour un autre label).
Trois versions physiques différentes du single sont aussi distribuées aux États-Unis : une version CD, une version promotionnelle, et une version double-disque vinyle, contenant toutes plusieurs versions remixées de la chanson. Le single ne sort pas au format physique au Japon et ne se classe donc pas à l'Oricon. 
La chanson originale figurait déjà sur l'album Exodus sorti la semaine précédente. Elle ne bénéficie pas d'un clip vidéo. Elle figurera aussi sur la compilation Utada the Best de 2010, de même qu'une de ses versions remixées ("RJD2 Remix").

## Liste des titres
| 1. | Devil Inside (Album Version)              | 3:58 |
| 2. | Devil Inside (RJD2 Remix)                 | 4:07 |
| 3. | Devil Inside (Richard Vission Radio Edit) | 3:02 |
| 4. | Devil Inside (The Scumfrog Radio Edit)    | 4:03 |
| 5. | Devil Inside (Richard Vission Experience) | 7:17 |
| 6. | Devil Inside (Richard Vission Duberience) | 6:01 |
| 7. | Devil Inside (The Scum Frog Vocal Mix)    | 7:14 |
| 8. | Devil Inside (The Scum Frog Dub)          | 6:41 |

| 1. | Devil Inside (Original Version)               | 3:58 |
| 2. | Devil Inside (Richard Vission Radio Edit)     | 3:02 |
| 3. | Devil Inside (The Scumfrog Radio Edit)        | 4:03 |
| 4. | Devil Inside (The Scumfrog Mix Show Edit)     |      |
| 5. | Devil Inside (The Richard Vission Experience) | 7:17 |
| 6. | Devil Inside (The Richard Vission Duberience) | 6:01 |
| 7. | Devil Inside (The Scum Frog Vocal Mix)        | 8:02 |
| 8. | Devil Inside (The Scum Frog Dub)              | 6:41 |

Version vinyle
Face A
1. Devil Inside (Richard "Humpty" Vission Vocal Remix) (8:00)

Face B
1. Devil Inside (The Scum Frog Vocal Mix) (7:14)

Face C
1. Devil Inside (Original Version) (3:58)
2. Devil Inside (RJD2 Remix) (4:07)
3. Wonder 'Bout (3:48) (de l'album Exodus)

Face D
1. Devil Inside (Richard "Humpty" Vission Dub) (6:10)
2. Devil Inside (The Scum Frog Dub) (6:41)